# Gewone zeedonderpad
De gewone zeedonderpad (Myoxocephalus scorpius) is een vis uit de familie van de donderpadden. De soort wordt gemiddeld 24 centimeter lang, maar kan tot 60 centimeter lang worden. De kop is groot in vergelijking tot het lichaam. Het lichaam is kegelvormig. De borstvinnen zijn waaiervormig. Op het kieuwdeksel zitten twee stekels.

## Voorkomen

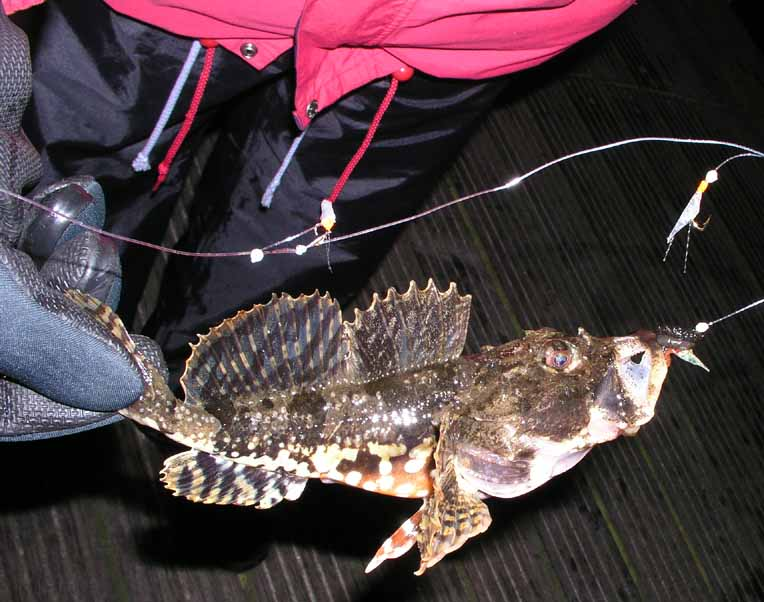

De gewone zeedonderpad komt voor aan de kusten van de Noord-Atlantische Oceaan. De soort is algemeen aan de kusten van de Lage Landen, in de Noordzee, het estuarium van de Schelde en in de Waddenzee op een diepte tussen de 4 en 60 meter. Het determineren van de gewone zeedonderpad door duikers op de plaats van waarneming is niet eenvoudig wegens de uiterlijke overeenkomsten met de groene zeedonderpad. Uit onderzoek blijkt dat de gewone zeedonderpad iets algemener is dan de groene.

## Bijzonderheden
De paring vindt plaats gedurende de wintermaanden, waarbij het vrouwtje inwendig wordt bevrucht. Hierbij houdt het mannetje haar met zijn grote borst- en buikvinnen vast. Nadat de eieren op stenen of wieren in klompen zijn afgezet worden ze nog vijf weken door het mannetje bewaakt.